# بریانا بنکس
بریانا بَنکس (به انگلیسی: Briana Banks) هنرپیشه فیلم‌های پورنوی آمریکایی است. وی زادهٔ شهر مونیخ در آلمان است.

## حرفه
بنکس در نوجوانی مدل شد و روی جلد مجله تین هم رفت. او با اسم مراژ (Mirage) وارد پورنوگرافی شد اما پس از دو بار عمل درون‌کاشت پستان اسم خود را بریانا بنکس گذاشت.

## جوایز
- «دختر ماه ژوئن ۲۰۰۱» مجله پنت‌هاوس
- بهترین استارلت جوان آمریکایی (جشنواره Hot D'Or) در سال ۲۰۰۱
- جایزه سال ۲۰۰۳ جوایز ای‌وی‌ان برای فیلم بریانا عاشق جینا به عنوان پرفروش‌ترین فیلم پورنو، سال ۲۰۰۳